# ×Ammocalamagrostis baltica
Ammocalamagrostis baltica là một loài thực vật có hoa trong họ Hòa thảo. Loài này được (Flüggé ex Schrad.) P.Fourn. mô tả khoa học đầu tiên năm 1934.